# Морозов Ігор Володимирович
І́гор Володи́мирович Моро́зов (* 19 (6 травня) 1913, Луганськ — † 1970, Москва) — український та російський композитор радянських часів, 1948 — лауреат Сталінської премії другого ступеню за балет «Доктор Ойболить».

## З життєпису
1934 року закінчив музичний технікум ім. Гнесіних — по класу композиції у Михайла Фабіановича Гнесіна, фортепіано — у К. Р. Гнесіної, 1936 року — Московську державну консерваторію ім. Чайковського — по класу композиції В. Я. Шебаліна, диригування — Ю. Т. Тимофеєва.
В часі навчання протягом 1932—1935 підпрацьовував піаністом-ілюстратором в кінотеатрах Москви.
У 1937—1938 роках був завідувачем музичної частини студії «Союзкінохроніка».
Капельмейстером духового оркестру ВПІА ім. Жуковського працював у 1938—1939 роках.
В Московському телецентрі протягом 1939—1940 років завідував музичною частиною.
Писав в різних музичних напрямах, особливо успішно — музику для дітей.

## Деякі з його творів
- 1936 — Камерна симфонія для малого симфонічного оркестру,
- 1942 — «Пролог Жовтня»,
- 1944 — увертюра,
- 1944 та 1959 — симфонії, третю не закінчив,
- 1947 — "Доктор «Ойболить», по К. І. Чуковському, Новосибірський театр опери та балету в постановці І. А. Зака, 1971 — фільм-спектакль,
- 1949 — музика до мультфільму «Мисливська зброя»,
- 1953 — симфонічна прелюдія пам'яті С. И. Танеева,
- 1954 — музика до фільму «Небезпечні стежки»,
- 1955 — музика до фільму «Таємниця вічної ночі»,
- 1956 — музика до фільму «Ілля Муромець»,
- опера «Золотий ключик», по О. М. Толстому, постановка 1972 року,
- 1958 — музика до радянсько-фінського фільму «Сампо»,
- 1959 — «„Російська сюїта“ для оркестру народних інструментів»,
- 1961 — музика до фільму «Червоні вітрила»,
- 1962 — музика до короткометражного фільму «Як я був самостійним»,
- 1962 — билина «Єрмак»,
- 1963 — «Казка про втрачений час»,
- 1963 — «Доктро Айболить та його друзі»,
- 1966 — сюїта для ансамблю скрипалів Andante,
- 1973 — «Дитинство. Підлітковість. Юність» — фільм-спектакль,
- фортепіанні п'єси, пісні, романси, п'єси для естрадного оркестру.